# Vinzenz Waidacher

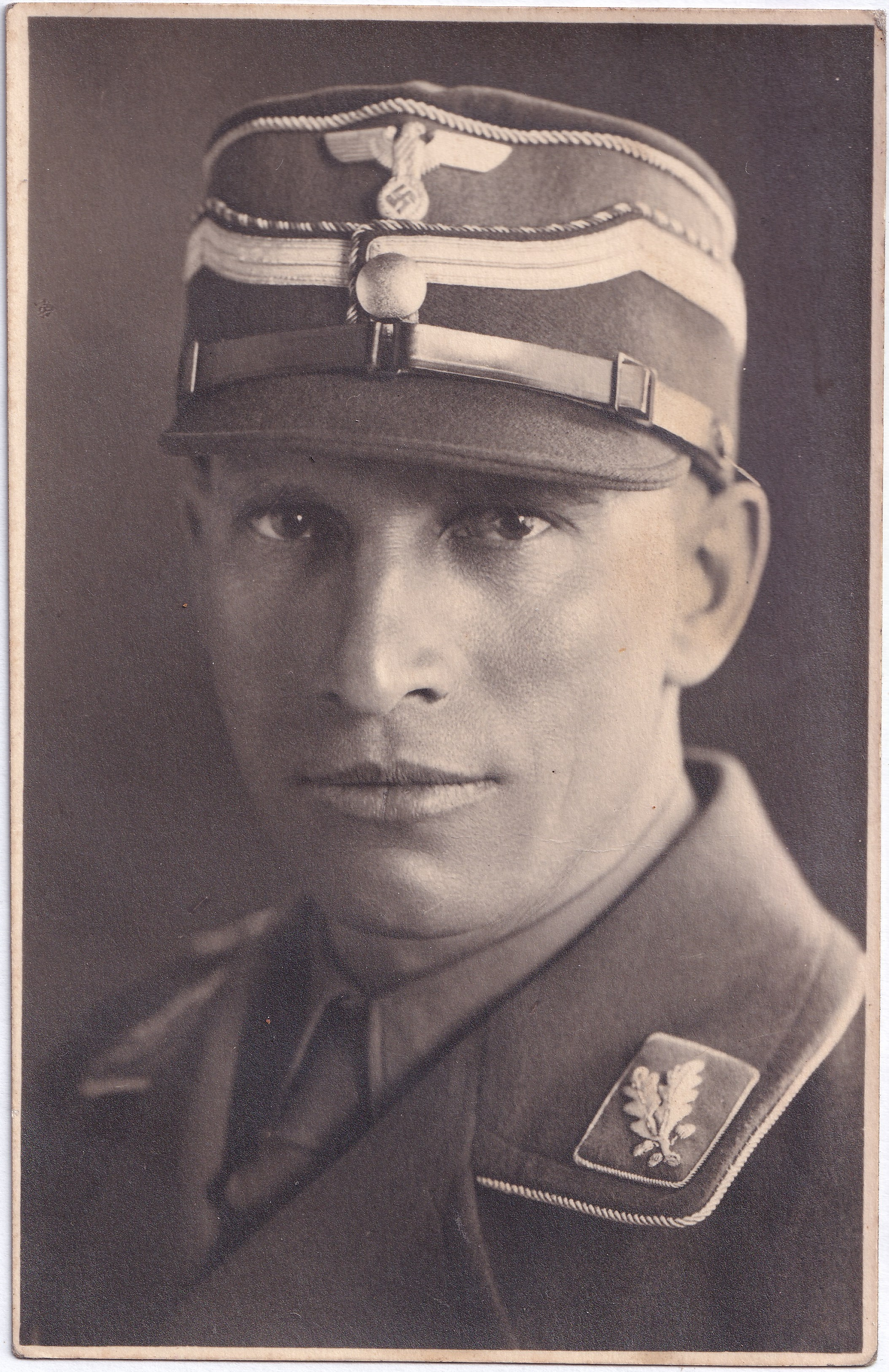
SA-Oberführer Vinzenz Waidacher, um 1940

Vinzenz Waidacher (* 19. Juli 1900 in Mieders, Österreich-Ungarn; † 10. September 1941) war ein österreichischer SA-Standartenführer und Vorkämpfer des Nationalsozialismus in Innsbruck. Waidacher galt als enger Vertrauter des Gauleiters Franz Hofer und war bis zu seinem Tod der höchste SA-Führer im Gau Tirol-Vorarlberg.

## Leben
Waidacher trat zum 12. Februar 1932 der NSDAP bei (Mitgliedsnummer 895.838) und war seit 1935 Führer der Tiroler SA-Brigade. Er wurde am 9. März 1938 kurz vor dem „Anschluss“ wegen illegaler nationalsozialistischer Betätigung gefasst und in Gewahrsam genommen. Zur Zeit des Nationalsozialismus hielt Waidacher Festreden bei Gedenkfeiern der Höttinger Saalschlacht von 1932.
Gemeinsam mit anderen SA-Mitgliedern war er für die gewalttätige Verfolgung mehrerer jüdischer Familien während des Novemberpogroms 1938 in Innsbruck verantwortlich.
Zu Beginn des Zweiten Weltkriegs kämpfte Waidacher im Polen-Feldzug und wurde verwundet. Während des Norwegen-Feldzuges nahm er als Freiwilliger am Fallschirmeinsatz in Bardufoss teil. Vinzenz Waidacher diente zuletzt als Leutnant der Reserve und Kompanie-Führer in der 6./Gebirgsjäger-Regiment 136. Waidacher fiel am 10. September 1941 auf Höhe 200, südlich der Lizabucht an der Eismeerfront.

## Anerkennungen
- Der Komponist Josef Eduard Ploner widmete Waidacher nach dessen Tod die 14. seiner 15 Tiroler Fanfaren. Die Widmung bezeichnet Waidacher als sogenannten „Blutzeugen“.[1][8]

## Belege
1. 1 2 3 4 5  Täterkreis. In: Orte des Novemberpogroms 1938 in Innsbruck. Archiviert vom Original (nicht mehr online verfügbar) am 11. Dezember 2011; abgerufen am 9. Dezember 2015.  Info: Der Archivlink wurde automatisch eingesetzt und noch nicht geprüft. Bitte prüfe Original- und Archivlink gemäß Anleitung und entferne dann diesen Hinweis.
2. ↑  Thomas Albrich: Gauleiter Franz Hofer und die „braune Elite“ des Gaues Tirol-Vorarlberg im Visier der Nachkriegsjustiz. In: Jahrbuch der Juristischen Zeitgeschichte. Bd. 8, 2006/2007, ISSN 1869-6899, S. 26–74, hier S. 45.
3. ↑  Thomas Albrich, Michael Guggenberger: „Nur selten steht einer dieser Novemberverbrecher vor Gericht“. Die strafrechtliche Verfolgung der Täter der so genannten „Reichskristallnacht“ in Österreich. In: Thomas Albrich, Winfried R. Garscha, Martin F. Polaschek (Hrsg.): Holocaust und Kriegsverbrechen vor Gericht. Der Fall Österreich (= Österreichische Justizgeschichte. 1). Studien-Verlag, Innsbruck u. a. 2006, ISBN 3-7065-4258-7, S. 26–56, hier S. 43.
4. ↑  Bundesarchiv R 9361-VIII KARTEI/46661349
5. ↑  https://www.novemberpogrom1938.at/taeterkreis/nachkriegsjustiz/
6. ↑  Harald Walser: Die illegale NSDAP in Tirol und Vorarlberg 1933–1938 (= Materialien zur Arbeiterbewegung. Nr. 28). Europaverlag, Wien 1983, ISBN 3-203-50846-X, S. 149 (malingesellschaft.at [PDF]).
7. ↑  Hans Brandner/ Hubert Fritzer: Dem Eid getreu… Das Tiroler Landesschützenregiment (früher Kaiserschützen) II./Geb.Jäg.Rgt. 140/136. Eigenverlag, 1987, S. 31, 58, 139.
8. ↑  Erinnerungsfeste – „Märtyrer“ der Partei – Heldengedenken. In: Arbeitsgemeinschaft Tiroler Komponisten: NS-Zeit. Abgerufen am 19. März 2016.

| Personendaten    | Personendaten                        |
| ---------------- | ------------------------------------ |
| NAME             | Waidacher, Vinzenz                   |
| KURZBESCHREIBUNG | österreichischer SA-Standartenführer |
| GEBURTSDATUM     | 19. Juli 1900                        |
| GEBURTSORT       | Mieders                              |
| STERBEDATUM      | 10. September 1941                   |